# The Grudge (canción)
«The Grudge» (estilizada todo en minúsculas, «El rencor» en español) es una canción de la cantautora estadounidense Olivia Rodrigo. Es la décima pista de su segundo álbum de estudio, Guts (2023), que fue lanzado el 8 de septiembre de 2023 por Geffen Records. Rodrigo lo escribió con su productor, Dan Nigro. Una balada de piano, «The Grudge» detalla cómo la relación de Rodrigo con una persona a la que admiraba se fue al garete después de compartir una llamada telefónica desagradable.

## Antecedentes
Tras el éxito comercial de su álbum de estudio debut, Sour (2021), Olivia Rodrigo continuó colaborando con Dan Nigro, quien había producido todos los temas del mismo. El siguiente álbum, Guts (2023), fue concebido cuando tenía 19 años, un año que describió como «mucha confusión, errores, incomodidad y angustia adolescente a la antigua usanza». El álbum y su título se anunciaron el 26 de junio de 2023, y su sencillo principal, «Vampire», fue lanzado cuatro días después. Después de su lanzamiento, algunos teorizaron que «Vampire» trataba sobre una modelo a seguir musical desde hace mucho tiempo de Rodrigo, la cantautora estadounidense Taylor Swift, a lo que Rodrigo respondió: «Quiero decir, nunca quiero decir de quién se trata ninguna de mis canciones. Nunca he hecho eso antes en mi carrera y probablemente no lo haré». La canción alcanzó el número uno en varios países, incluido Estados Unidos, donde se convirtió en su tercer sencillo número uno en el Billboard Hot 100. «Bad Idea Right?» fue elegido como sencillo de seguimiento.
Rodrigo escribió «The Grudge» con Nigro. El 31 de julio de 2023, Rodrigo reveló un videoclip que incluía pistas sobre la lista de canciones de Guts, destinado a que los fanáticos lo decodificaran. La mostraba relajándose en un dormitorio, desempacando cajas y experimentando con varios dispositivos, incluido un teclado eléctrico y una máquina de escribir. El 1 de agosto de 2023, Rodrigo reveló la lista de canciones, que presenta «The Grudge» como décima pista. La canción fue lanzada como pista de Guts el 8 de septiembre de 2023 a través de Geffen Records.

## Composición
«The Grudge» tiene una duración de tres minutos y nueve segundos. Nigro proporcionó la producción y la producción vocal, y diseñó la canción con Ryan Linvill. Toca la guitarra acústica, la guitarra eléctrica, la percusión, el piano, el bajo, el sintetizador y el mellotron y Linvill toca la guitarra acústica, el saxofón, el bajo y el sintetizador. Mitch McCarthy mezcló la canción y Randy Merrill la masterizó.
«The Grudge» es una balada de piano, en la que Rodrigo «reflexiona sobre una relación amarga con alguien a quien alguna vez admiró, admitiendo al final que 'incluso después de todo esto, todavía lo eres todo para mí'», según Hannah Dailey de Billboard. En la canción recuerda que «su mundo entero cambió» después de recibir una llamada telefónica de esta persona durante un viernes del mes de mayo. Continúa describiendo al sujeto como alguien que lo tiene «todo y todavía quiere más»; su lanzamiento fue seguido por especulaciones en línea de que la canción trataba sobre Swift y abordaba supuestas relaciones amargas entre los dos después de que Rodrigo le dio a esta última los créditos de composición de su canción «Deja Vu» en julio de 2021.
En el primer verso, Rodrigo expresa angustia por el sujeto que la engaña y anuncia que su confusión por la ruptura de su relación aún continúa. Se aferra al incidente y todavía piensa en ello con frecuencia. Durante el coro, ella confiesa haber intentado perdonar a la persona pero no tener fuerzas para hacerlo. En el segundo verso, Rodrigo sueña que el sujeto se disculpa y se pregunta si sus relaciones terminaron estropeándose porque la persona se sentía insegura sobre el éxito de Rodrigo.

## Recepción
En una clasificación de todas las canciones de Guts, Jason Lipshutz de Billboard nombró a «The Grudge» como la novena mejor canción y afirmó que la canción resume «sus pensamientos acelerados mientras hace todo lo que puede» y «la vulnerabilidad está bellamente representada [...] con detalles saltando de la boca de Rodrigo y una línea final desgarradora que cae en el abismo». Samantha Olson de Cosmopolitan elogió el puente: «Una cosa acerca de este puente es que duele mucho. Como potencialmente se relaciona con su incipiente relación con Taylor, la línea de flores puede aludir a cómo la cantante de Midnights le dio sus flores a Olivia». Mary Kate Carr de The A.V. Club, también tomó nota de las especulaciones de los fanáticos y agregó: «Dado que Swift ha acaparado el mercado de escribir canciones sobre disputas públicas, ¿eso cuenta como doble inspiración?».

## Créditos y personal
Los créditos están adaptados de las notas de Guts.
- Dan Nigro – productor, compositor, ingeniero, guitarra acústica, guitarra eléctrica, percusión, piano, productor vocal, bajo, sintetizador, mellotron, coros.
- Olivia Rodrigo – compositora, voz, coros
- Ryan Linvill – productor, ingeniero, guitarra acústica, saxofón, bajo, sintetizador
- Randy Merrill – masterización
- Mitch McCarthy – mezclando.